# Widdringtonia whytei
Widdringtonia whytei (Відрінгтонія муланьська) — вид хвойних рослин родини кипарисових.

## Поширення, екологія
Вид є ендеміком гори Мулань в Малаві. Відомий з одного місця зростання на висотах 1830—2550 м. Ґрунти в основному скелясті, кислі. Клімат прохолодний тропічний гірський, з рясними опадами, в основному туманами.

## Морфологія
Це велике вічнозелене дерево до 40–50 м заввишки. Листя лускоподібне 1.5–3.5 мм і 1–1,5 мм шириною, росте на невеликих пагонах, довжиною до 10 мм. Шишки кулясті, довжиною 1,5–2,2 см, складаються з чотирьох лусок.

## Використання
Жовтувато-коричнева деревина цього виду високо цінується для будівництва, столярних виробів, дерев'яної обшивки, підлоги, меблів. Деревина розпадо- і комахоопірна. Великі дерева стають все більш рідкісними в результаті надмірного використання цього цінного ресурсу понад століття. Лісонасадження цього виду були зроблені, але вони були набагато менш успішними, ніж плантації екзотичних видів Cupressus lusitanica і Pinus patula, які ростуть швидше. Вид присутній в кількох ботанічних садах в ПАР.

## Загрози та охорона
Вид перебуває під загрозою зникнення в результаті надмірної вирубки деревини і збільшення частоти лісових пожеж в результаті людської діяльності. Гора Мулань була оголошена лісовим заповідником у 1927 році. На даний час всі рубки живих дерев є незаконним а збір мертвої деревини регулюється ліцензіями, виданими Департаментом лісового господарства. Виконання цих правил є проблематичним.

## Галерея

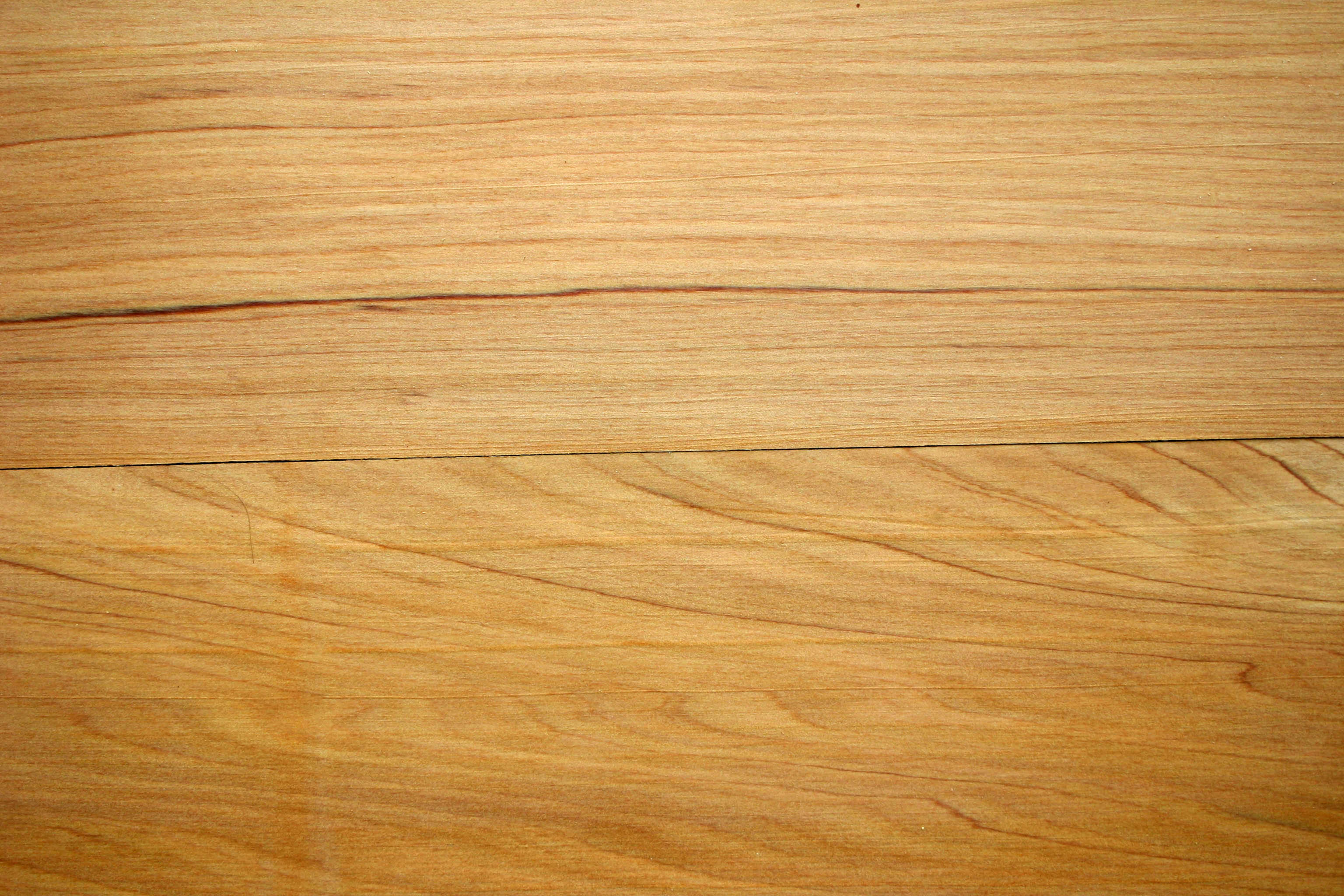
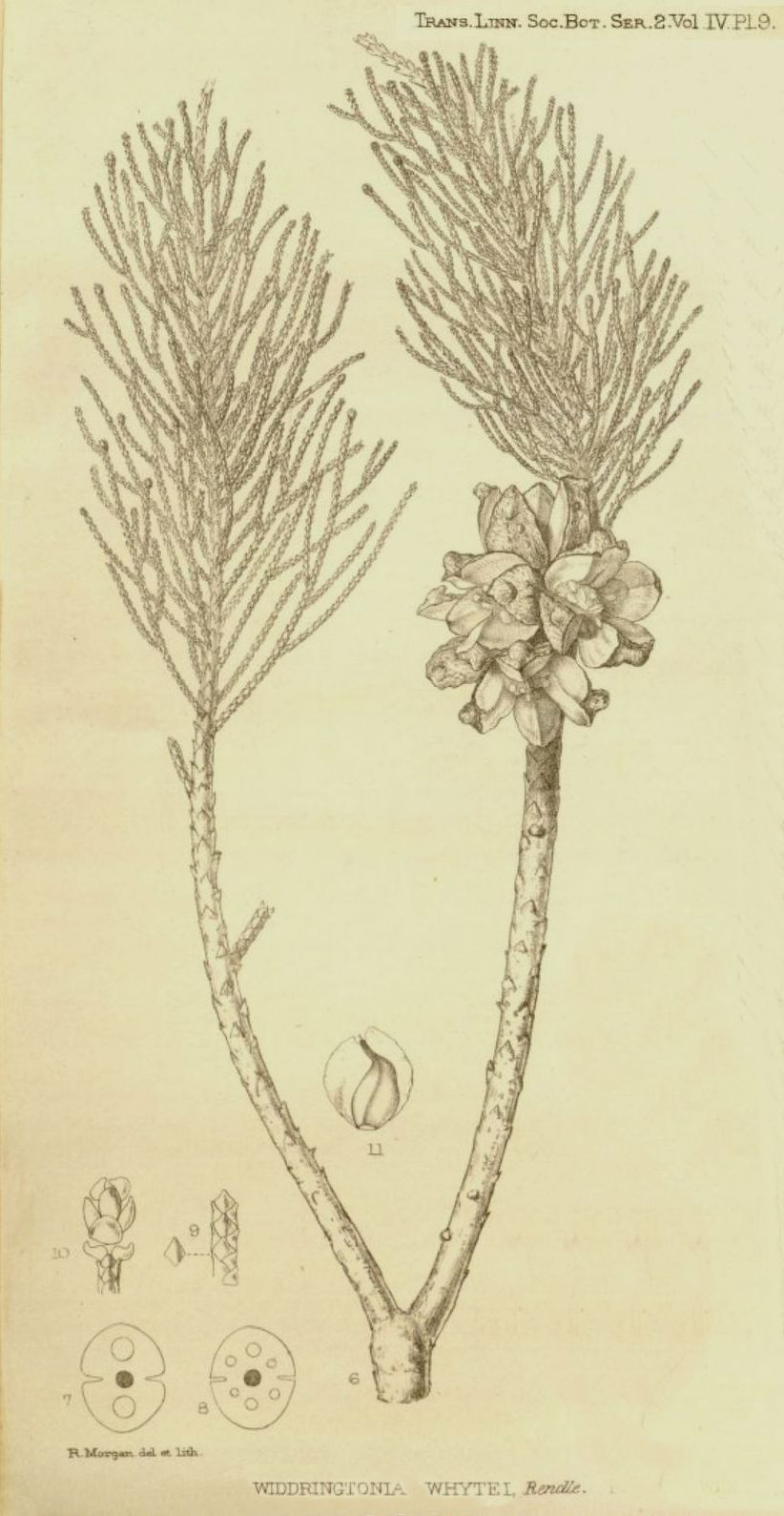

| Хвойні | Це незавершена стаття про хвойні. Ви можете допомогти проєкту, виправивши або дописавши її. |